# Karolyn Kirby
Pour les articles homonymes, voir Kirby.
Karolyn Kirby, née le 30 juin 1961 à Brookline (Massachusetts), est une joueuse américaine de beach-volley. 
Elle est médaillée de bronze aux Championnats du monde de beach-volley en 1997 avec Nancy Reno.